# Maurice Bloch

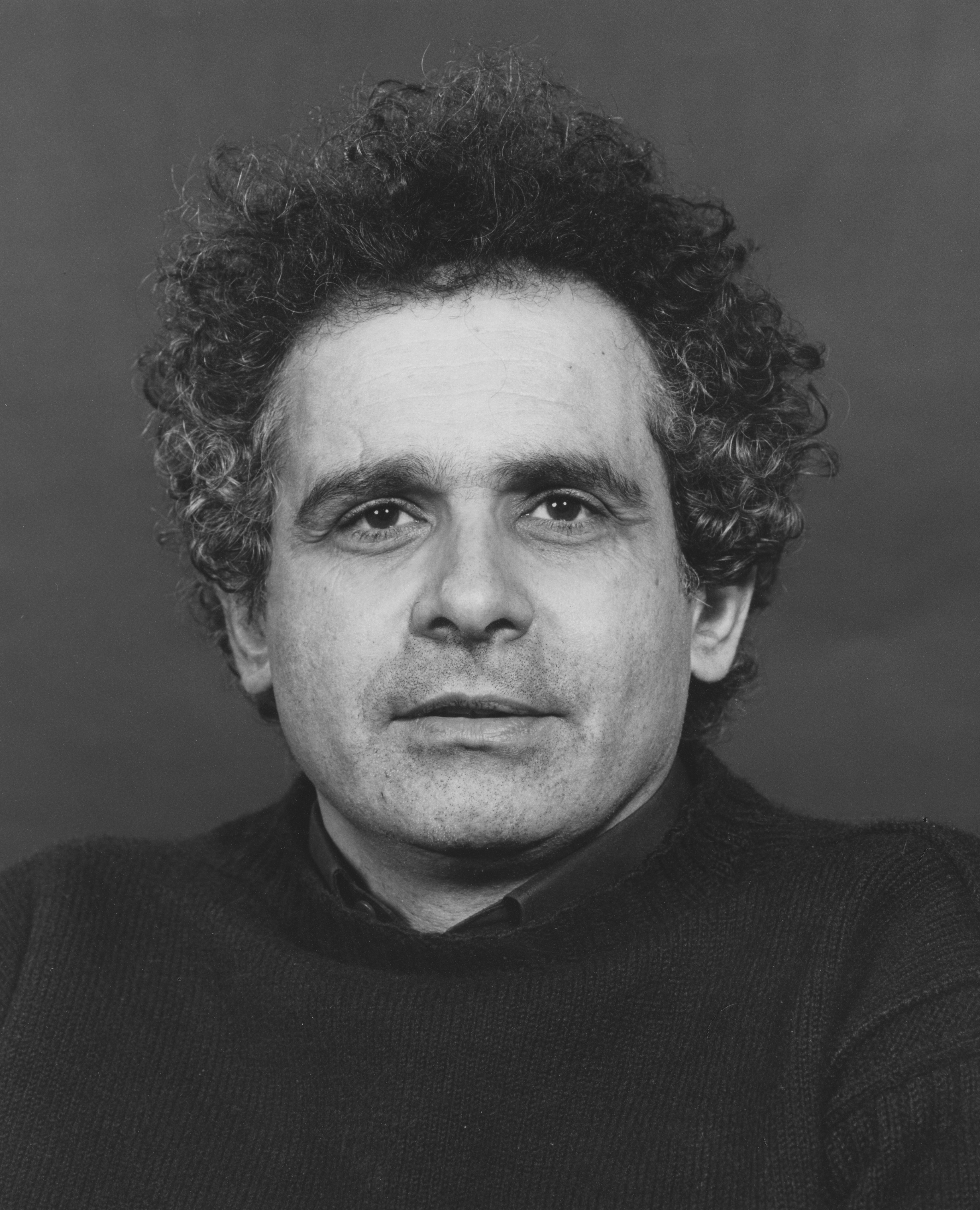
Maurice Bloch, 1982

Maurice Bloch (* 1939 in Caen) ist ein britischer Ethnologe französischer Herkunft.
Nach der Ermordung seines Vaters durch nationalsozialistische Besatzer siedelte Bloch mit seiner Mutter nach Großbritannien um. Er studierte an der London School of Economics und der Universität Cambridge, wo er 1967 promoviert wurde. Seit 1983 ist er Professor an der London School of Economics. Darüber hinaus lehrte er als Gastprofessor in vielen europäischen Staaten und an großen US-amerikanischen Universitäten. Seit 2005 ist er außerdem Professor am Collège de France. 1990 wurde er zum Mitglied (Fellow) der British Academy gewählt.
Seine Feldforschungen führten Bloch meist nach Madagaskar.

## Werke (Auswahl)
- Placing the Dead: Tombs, Ancestral Villages, and Kinship Organization in Madagascar, London: Seminar Press, 1971
- Marxism and Anthropology: The History of a Relationship, Oxford: Clarendon, 1983
- From Blessing to Violence: History and Ideology in the Circumcision Ritual of the Merina of Madagascar, Cambridge: CUP, 1986
- Prey into Hunter: The Politics of Religious Experience, Cambridge: CUP, 1992
- How We Think They Think: Anthropological Studies in Cognition, Memory and Literacy, Boulder: Westview Press, 1998
- Essays in the Transmission of Culture, Berg: London, 2005.
- Anthropology and the Cognitive Challenge - New Departures in Anthropology, Cambridge: CUP 2012

## Interviews
- „Interview of Maurice Bloch“: Maurice Bloch interviewed by Alan Macfarlane on 29 May 2008
- „The Reluctant Anthropologist“: Eurozine interview of Maurice Bloch by Maarja Kaaristo on 29 July 2007